# Вулиця Шестакова (Хмельницький)
Ву́лиця Шестако́ва — вулиця в Хмельницькому; розташована у центральній частині міста, пролягає від вулиці Староміської до вулиці Проскурівського підпілля, має приватну забудову.

## Історія виникнення
Одна з найдавніших вулиць, яка сформувалась ще у XVI столітті серед забудови колишнього Старого Міста, де до початку XX століття жило переважно польське населення Проскурова. У XVIII столітті вулиця разом з прилеглими кварталами отримала назву Старе Місто. З початку 1930-х років вулиця стала носити ім'я одного з місцевих революційних діячів Вечеркевича, у 1946 році вулицю перейменували на честь земляка-учасника Другої світової війни Лева Шестакова.

## Посилення
- Вулиця Шестакова [Архівовано 26 березня 2019 у Wayback Machine.]